# Honda S2000
Der Honda S2000 ist ein Roadster des japanischen Herstellers Honda mit Hinterradantrieb und Frontmittelmotor. Entwickelt wurde der Honda S2000 unter der Gesamtprojektleitung des Chefingenieurs Shigeru Uehara, der auch für den Honda NSX verantwortlich zeichnete. Das erste Modell (Code AP1) kam 1999 auf den Markt und wurde bis 2009 kaum verändert gebaut; zuerst in der Fertigungsstätte Tochigi (die ursprünglich für den Honda NSX gebaut worden war), später in Suzuka. Im Januar 2009 teilte Honda mit, dass die Produktion im Juni des Jahres eingestellt werde.

## Entwicklung und Vorstellung

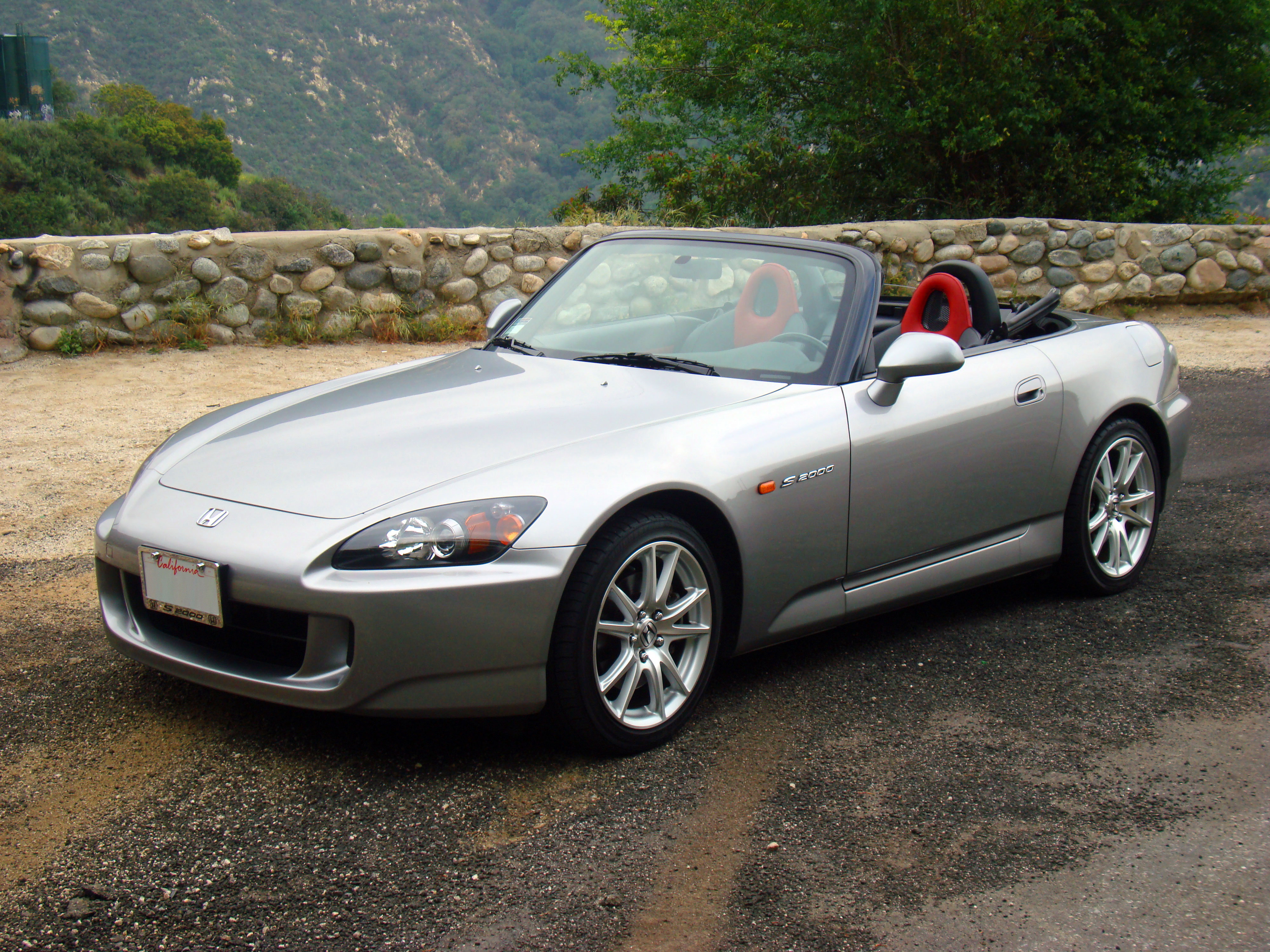
Honda S2000 (2004–2009)

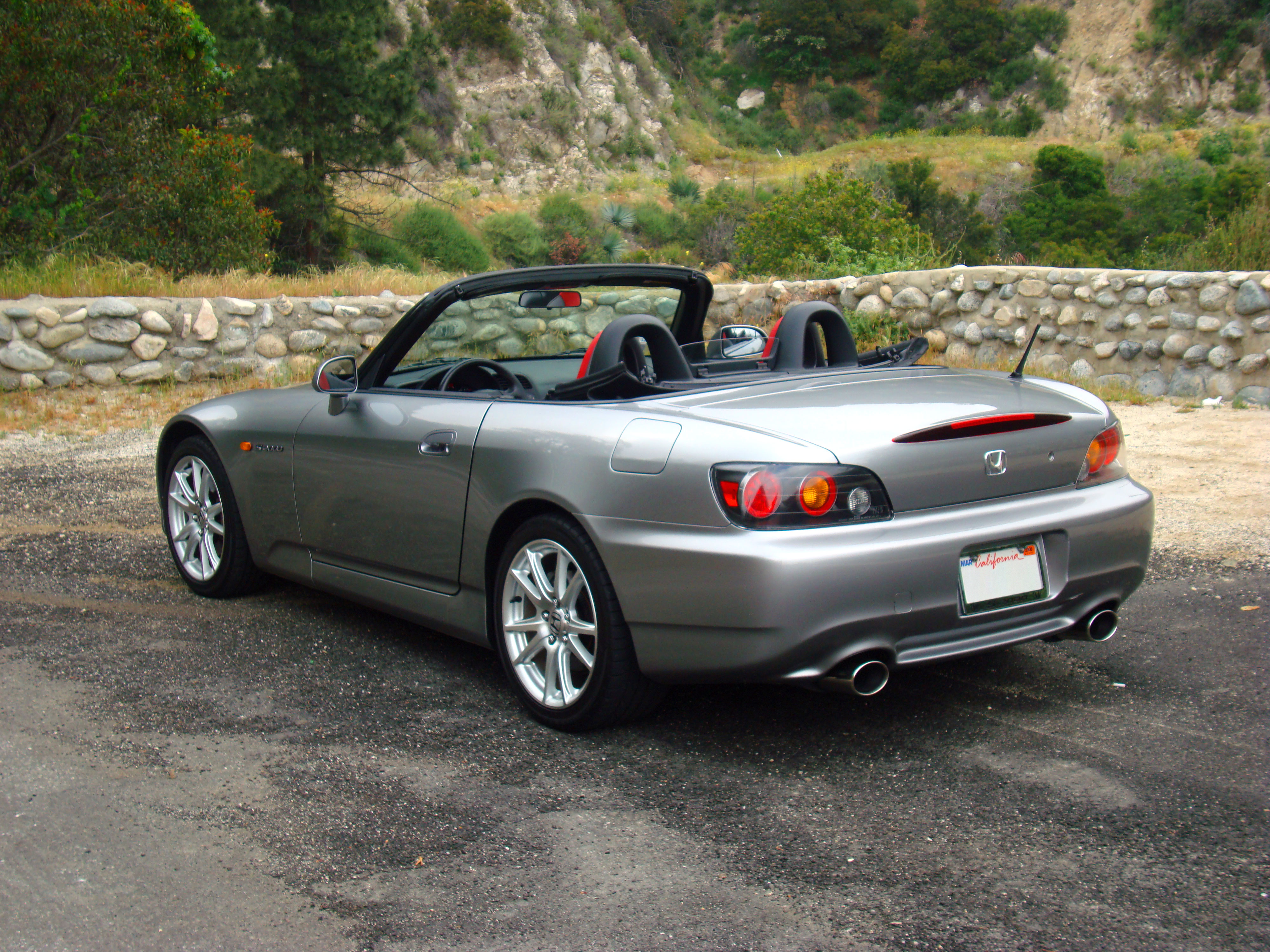
Heckansicht

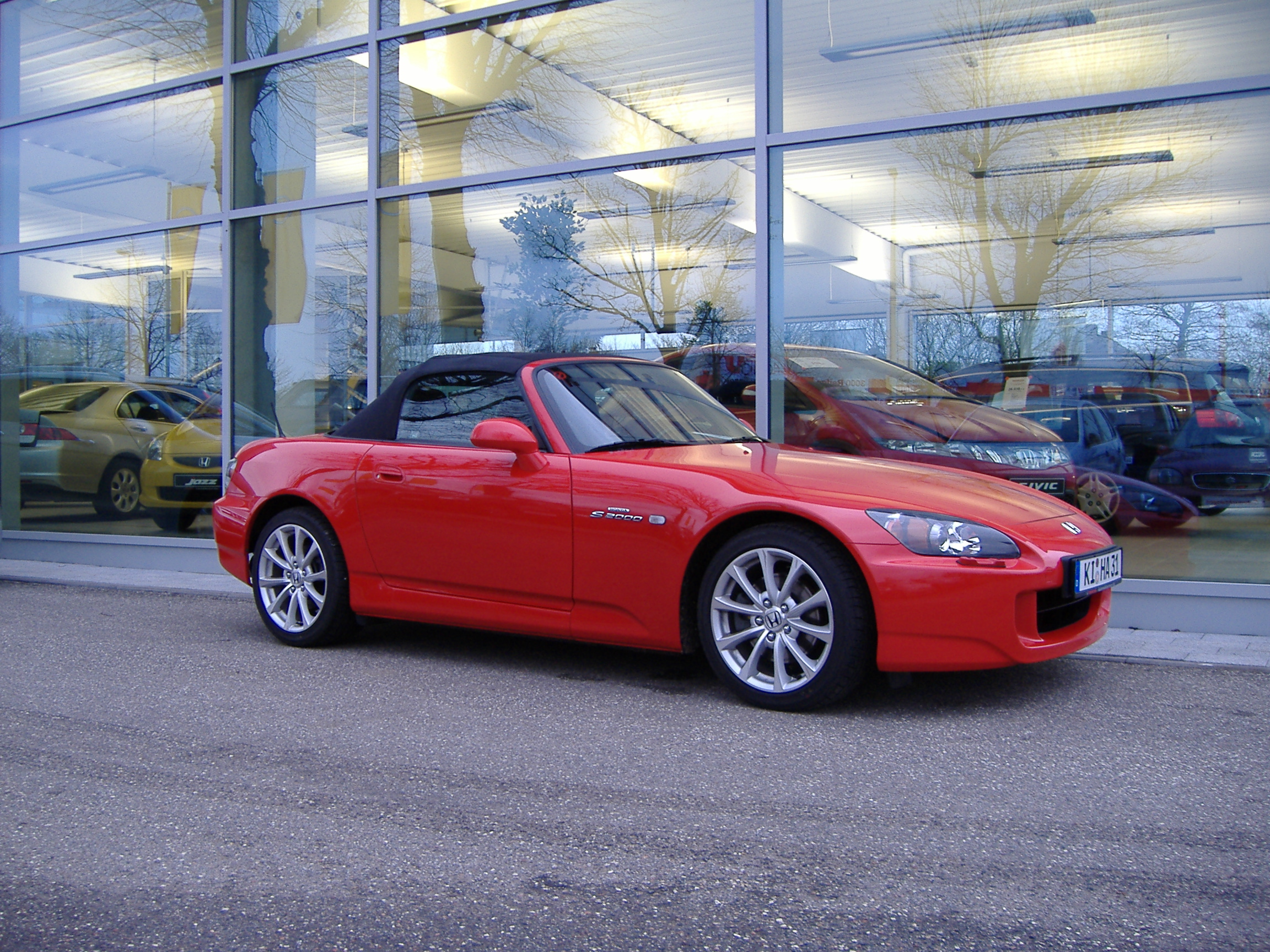
S2000 mit geschlossenem Verdeck

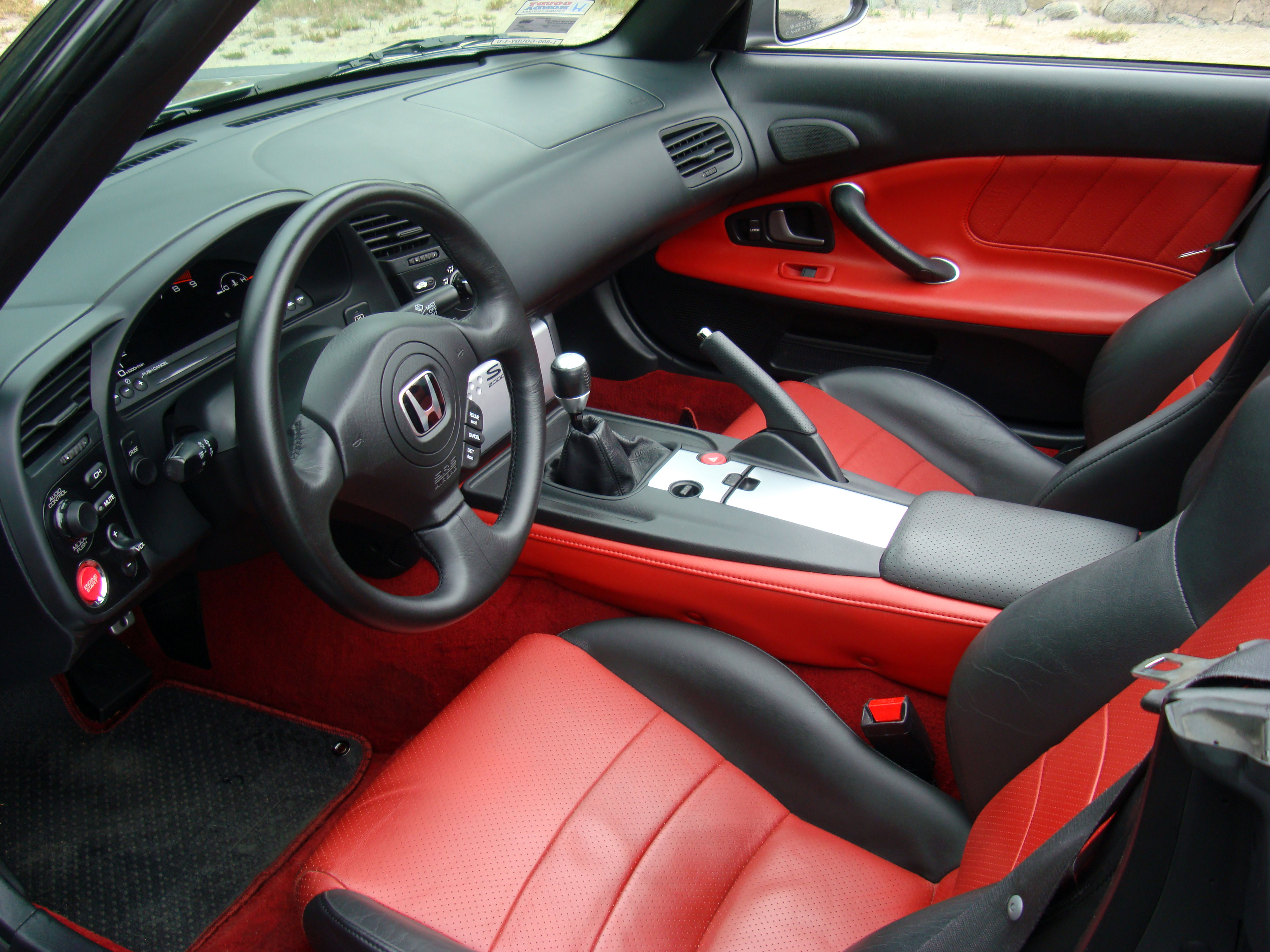
Innenraum

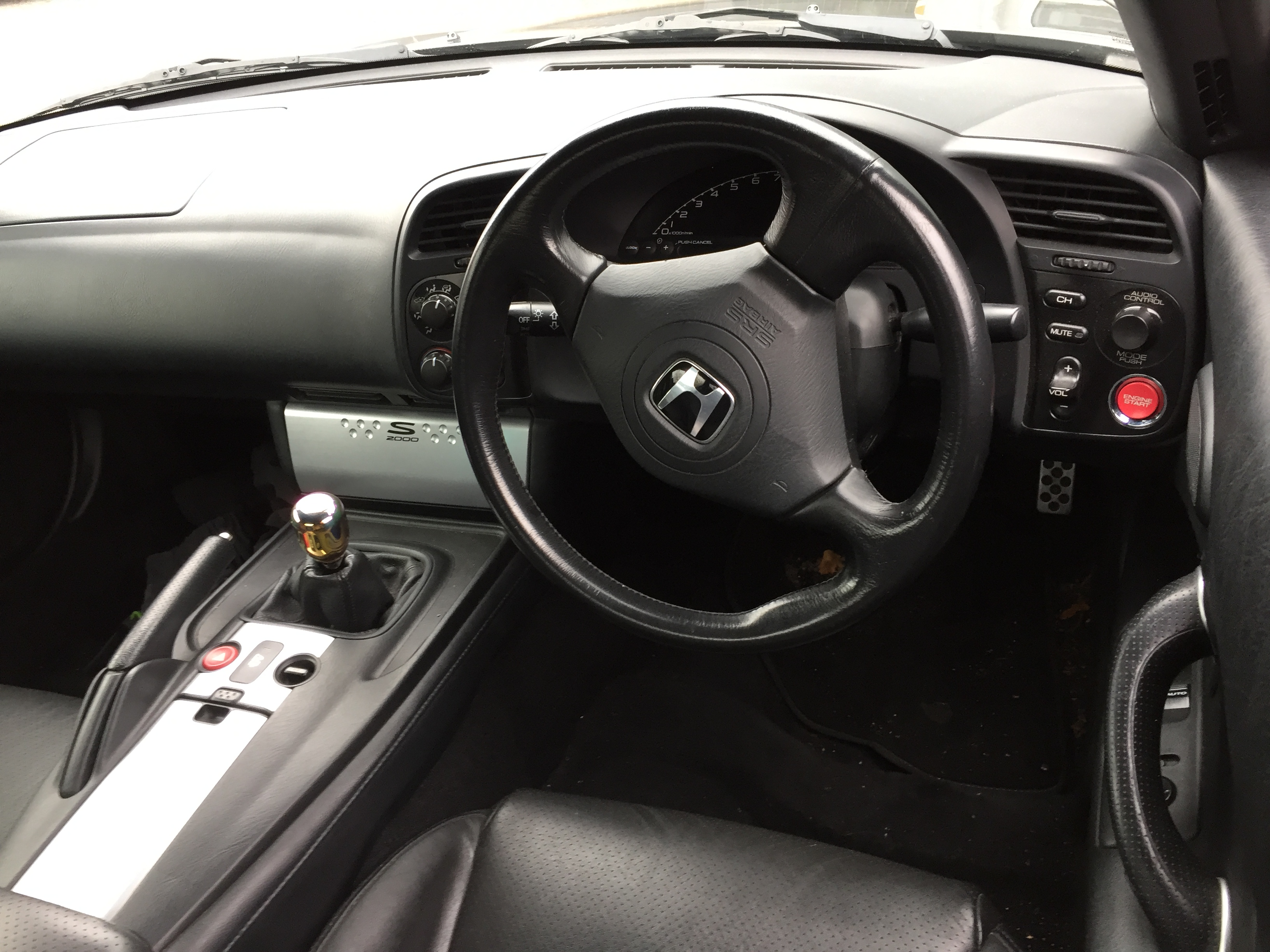
Cockpitansicht eines Rechtslenkers

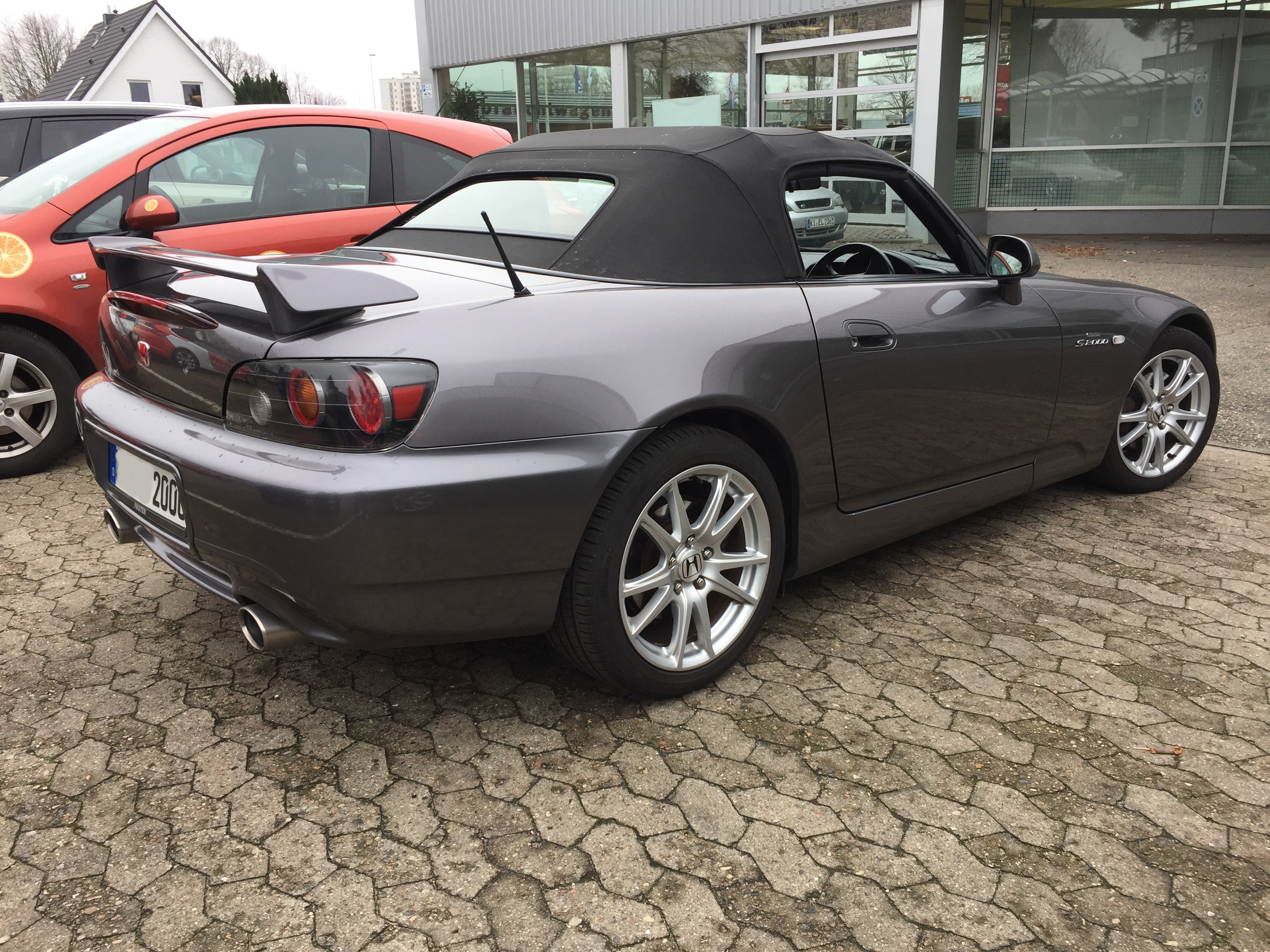
S2000 Type S

Der Vorläufer des S2000 war die Studie SSM (Sports Study Model), die am 18. Oktober 1995 auf der 31. Tokyo Motor Show zum ersten Mal vorgestellt wurde. Das Grundkonzept entsprach im Wesentlichen dem Honda S800 in moderner Form, das heißt mit längsliegendem Motor und Hinterradantrieb. Dieser Prototyp hatte, wie der NSX, eine selbsttragende Karosserie. Die Scheinwerfer waren in der Höhe des Kühlergrills platziert und das Cockpit um den Fahrer herum gebaut. Durch einen Mittelholm zur Cockpitseite und die Verwendung eines starren Aluminiumhilfsrahmens wurde die Gesamtstabilität beträchtlich erhöht. Eingebaut war ein 2,0 Liter 4-Zylinder DOHC VTEC mit 147 kW (200 PS) und einem neuen, elektronisch gesteuerten sequentiellen fünfstufigen Automatikgetriebe, das vom F-matic-System des NSX abgeleitet war. Um die Mischung aus Traditionellem und Neuem im SSM zu betonen, hatte das Instrumentenbrett die Form einer multifunktionalen LC-Anzeige angenommen. Der Zündschalter im Kreditkartenstil wurde durch einen Drucktasten-Anlasser ergänzt.
Mit seiner light-gold-Farbe erinnerte der SSM an den 1963 konstruierten ersten Honda-Formel-1-Prototyp, der im selben Farbton gehalten war. Im Jahr 1996 wurde die leicht überarbeitete, nun rote Studie auf dem Genfer Auto-Salon und der Mondial de l’Automobile in Paris präsentiert. Erst 1997 wurde er auf der IAA in Frankfurt und im Jahr 1998 auf der Detroit Motor Show gezeigt.
Die erste Präsentation des S2000 war auf der Detroit Motor Show im Januar 1999. Er wurde im gleichen Jahr auf dem internationalen Automobilsalon in Genf von 17 Automobil-Journalisten aus zehn Ländern zum Cabrio des Jahres gewählt.

## Modellgeschichte
Der Honda S2000 ist seit seiner Markteinführung im Jahre 2000 in Deutschland ausschließlich mit einer Motorisierung, einem hochdrehenden Vierzylinder-Saugmotor mit 177 kW (241 PS) aus 1997 cm³ Hubraum, erhältlich. Dieser Motor gewann fünf Jahre in Folge von 2000 bis 2004 den International Engine of the Year Award in der Klasse von 1,8 bis 2,0 Liter. Da der S2000 auch dazu dienen sollte, das 50-jährige Firmenjubiläum Hondas zu feiern, wurde ein sehr hoher konstruktiver Aufwand betrieben. Auch darin erinnerte der S2000 an die frühen heckgetriebenen Honda S600 und Honda S800 aus den 1960er Jahren.
Die gesamte Konstruktion des Motors war ungewöhnlich kompakt, weil durch die geringen Abmessungen die Tauglichkeit für hohe Drehzahlen verbessert wurde. Dazu gehörte auch die kurzhubige Auslegung, um eine kurze, steife und für hohe Drehzahlen geeignete Kurbelwelle zu erreichen. Sehr dünnwandige, aus einem Faser-Metall-Matrix-Werkstoff gefertigte Zylinderlaufbuchsen, reduzieren die Baulänge des Motors.
Da die gesamte Fertigung des S2000 in einem eigens für die Sondermodelle NSX, S2000 und Insight errichteten Werk stattfand, konnte auch bei der Montage des Motors hoher Aufwand betrieben werden. Die Triebwerke wurden von Hand montiert und mit zahlreichen handpolierten und -angepassten Bauteilen versehen, beispielsweise den Ansaugkanälen.
Seine hohe spezifische Leistung erreicht der S2000 durch hohe Drehzahlen. Der Drehzahlbegrenzer setzt erst bei über 9.000/min ein, was für ein straßenzugelassenes Automobil ungewöhnlich hoch ist.
Der Motor erreicht bei seiner Nennleistung und Nenndrehzahl (177 kW/240 PS bei 8300/min) eine mittlere Kolbengeschwindigkeit von 23,2 m/s. Möglich wurde das u. a. durch die Verwendung von Kolben mit einer Molybdändisulfid-Beschichtung.
Der Motor des S2000 war trotz seiner hohen Leistungsfähigkeit in Kalifornien als ULEV (Ultra Low Emission Vehicle) eingestuft, die beste Einstufung, die für Verbrennungsmotoren möglich war.
Bei einer Versuchsreihe der Zeitschrift auto motor und sport wurde ein S2000 nacheinander mit den Kraftstoffsorten Super Plus (98 ROZ), Super (95 ROZ) und Normal (92 ROZ) betankt und die Leistung jeweils auf einem Prüfstand gemessen. Dabei zeigte sich, dass die Motorleistung bei allen drei Kraftstoffsorten bis auf die erste Nachkommastelle exakt identisch war. Dies wurde als hervorragendes Zeugnis für die Konstruktion und die Motorsteuerung gewertet.

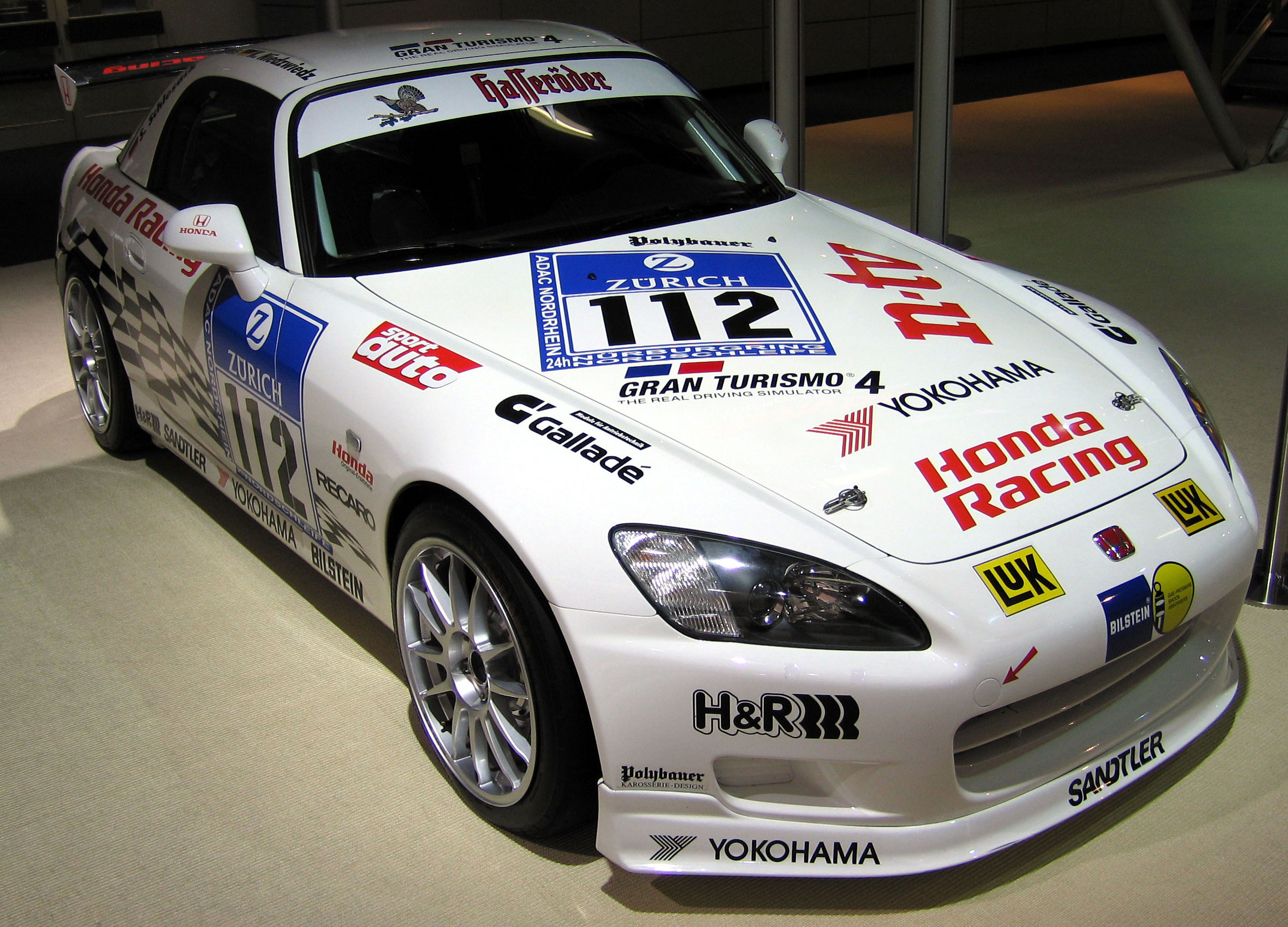
Mit diesem S2000 wurde 2003 beim 24-h-Rennen auf dem Nürburgring der 10. Platz belegt (IAA 2005)

Seine für einen Roadster ungewöhnlich verwindungssteife Karosserie machte das Auto auch für Rennsporteinsätze interessant. Der Honda S2000 errang mehrere Klassensiege im Langstreckenpokal und einen 10. Platz in der Gesamtwertung des 24-Stunden-Rennens 2003 auf dem Nürburgring. Seit dem Jahr 2005 gibt es einen eigenen Honda-S2000-Markencup im Rahmen der Langstreckenmeisterschaft (VLN).
Seit dem Modelljahr 2004 gibt es speziell für den amerikanischen Markt einen neuen 2,2-Liter-Motor, der laut Honda USA 237 PS nach SAE-Richtlinie leistet und über ein höheres Drehmoment bei gleichzeitiger Absenkung der Maximaldrehzahl auf 8.000 min−1 verfügt; außerdem über ein „Throttle-by-Wire“-System (elektronisch gesteuerte Drosselklappe, siehe auch Drive-by-Wire) und eine geänderte Getriebeabstufung.
Da die sehr kompakte Bauweise des Motors eine Hubraumvergrößerung über eine erweiterte Bohrung nicht ermöglichte, wurde der Hubraumzuwachs durch eine Verlängerung des Kolbenhubs erreicht. Um die Kolbengeschwindigkeit in vertretbaren Grenzen zu halten, wurde die Drehzahl gegenüber der Ursprungsversion begrenzt; dennoch liegt die mittlere Kolbengeschwindigkeit bei Maximaldrehzahl über 24 m/s, was wie bei dem kleineren Motor einen für ein Serienautomobil außerordentlich hohen Wert darstellt. Die strengeren Abgas- und Geräuschbestimmungen in einigen US-Bundesstaaten (vor allem in Kalifornien) machten dies erforderlich. Später wurde dieser Motor auch auf dem japanischen Markt eingeführt, nicht jedoch auf dem europäischen Markt.
Ab 2002 erhielt der S2000 ein erstes kleines Facelift. Die modernisierten Scheinwerfer und die Heckscheibe aus Glas sind die deutlichsten Kennzeichen. 2004 erfolgte ein größeres Facelift an Front und Heck sowie dem Innenraum.
Im Modelljahr 2006 erhielt das deutsche Modell ebenfalls das „Throttle-by-Wire“-System, kombiniert mit der Honda-ESP-Version VSA (Vehicle Stability Assist). Vorher war auch gegen Aufpreis kein ESP verfügbar. Damit wurde das zuvor stets als schwierig zu beherrschend kritisierte Fahrverhalten, mit einem zum überraschenden Ausbrechen neigenden Heck, entschärft. Zusätzlich gab es ab diesem Modelljahr geänderte Sitze, Hochton-Lautsprecher im Überrollbügel, eine Außentemperaturanzeige und leicht modifizierte Alufelgen.
Zum Modelljahr 2007 erschien der S2000 Type S mit Front-, Heck- und Unterbodenspoiler, sportlicherem Fahrwerk und zweifarbigen Sitzen (schwarz/gold) auf dem japanischen Markt. Mit einem Leergewicht von 1260 kg war er 60 kg leichter als die deutsche Normalversion.
Im Januar 2009 gab Honda bekannt, dass die Produktion des S2000 im Juni mit dem Modelljahr 2009 nach zehn Jahren enden wird. Bis Ende 2008 waren rund 110.000 Exemplare verkauft worden, davon etwa 65.000 in den USA. In Deutschland wurden bis 2009 etwa 4.500 Exemplare verkauft.

## Technische Daten
| Honda:                 | S2000 |
| ---------------------- | --- |
| Motorbauart:           | Reihenvierzylinder, 16 Ventile über zwei obenliegende Nockenwellen (DOHC), variable Ventilsteuerung VTEC |
| Hubraum:               | 1997 cm³                                                                                                 |
| Leistung:              | 177 kW (241 PS) bei 8300 min−1                                                                           |
| Drehmoment:            | 208 Nm bei 7500 min−1                                                                                    |
| Antrieb:               | Hinterradantrieb                                                                                         |
| Getriebe:              | 6-Gang-Schaltgetriebe                                                                                    |
| Höchstgeschwindigkeit: | 240 km/h                                                                                                 |
| 0–100 km/h:            | 6,2 s |
| Verbrauch auf 100 km:  | 10,0 l Super Plus bleifrei 98 ROZ                                                                        |
| Gewicht:               | 1260–1380 kg                                                                                             |

## Zulassungszahlen
Seit dem Marktstart 1999 bis einschließlich Dezember 2010 sind in der Bundesrepublik Deutschland insgesamt 4.550 Honda S2000 neu zugelassen worden. Mit 1.478 Einheiten war 2000 das erfolgreichste Verkaufsjahr.
|  |

|  |

|  |

|  |

|  |

|  |

|  |

|  |

|  |

|  |

|  |

|  |

|  |

|  |

|  |

|  |

|  |

|  |

|  |

|  |

|  |

|  |

|  |

|  |

|  |

|  |

|  |

|  |

|  |

|  |

|  |

|  |

|  |

|  |

|  |

|  |

|  |

|  |

|  |

|  |

|  |

|  |

|  |

|  |

|  |

|  |

|  |

|  |

|  |

|  |

|  |

|  |

|  |

|  |

|  |

|  |

|  |

|  |

|  |

|  |

|  |

|  |

|  |

|  |

|  |

|  |

|  |

|  |

|  |

|  |

|  |

|  |

|  |

|  |

|  |

|  |

|  |

|  |

|  |

|  |

|  |

|  |

|  |

|  |

|  |

|  |

|  |

|  |

|  |

|  |

|  |

|  |

|  |

|  |

|  |

|  |

|  |

|  |

|  |

|  |

|  |

|  |

|  |

|  |

|  |

|  |

|  |

|  |

|  |

|  |

|  |

|  |

|  |

|  |

|  |

|  |

|  |

|  |

|  |

|  |

|  |

|  |

|  |

|  |

|  |

|  |

|  |

|  |

|  |

|  |

|  |

|  |

|  |

|  |

|  |

|  |

|  |

|  |

|  |

|  |

|  |

|  |

|  |

|  |

|  |

|  |

|  |

|  |

|  |

|  |

|  |

|  |

|  |

|  |

|  |

|  |

|  |

|  |

|  |

|  |

|  |

|  |

|  |

|  |

|  |

|  |

|  |

|  |

|  |

|  |

|  |

|  |

|  |

|  |

|  |

|  |

|  |

|  |

|  |

|  |

|  |

|  |

|  |

|  |

|  |

|  |

|  |

|  |

|  |

|  |

|  |

|  |

|  | Cabrio (4.550) |

|  | Cabrio (4.550) |